# Бакал
Бакал (рус. Бакал) град је у Русији у Чељабинској области. Према попису становништва из 2010. у граду је живело 20940 становника.

## Становништво
| 1939. | 1959.  | 1970.  | 1979.  | 1989.  | 2002.  | 2010.  |
| ----- | ------ | ------ | ------ | ------ | ------ | ------ |
| 6.307 | 29.419 | 27.385 | 26.820 | 24.101 | 22.314 | 20.940 |